# Hate Them
Hate Them – dziewiąta płyta norweskiego zespołu Darkthrone, wydana 10 marca 2003 roku.

## Lista utworów
| Nr | Tytuł utworu                      | Słowa  | Muzyka         | Długość |
| -- | --------------------------------- | ------ | -------------- | ------- |
| 1. | „Rust”                            | Fenriz | Nocturno Culto | 6:45    |
| 2. | „Det Svartner Nå”                 | Fenriz | Fenriz         | 5:37    |
| 3. | „Fucked up and Ready to Die”      | Fenriz | Nocturno Culto | 3:44    |
| 4. | „Ytterst I Livet”                 | Fenriz | Nocturno Culto | 5:25    |
| 5. | „Divided We Stand”                | Fenriz | Fenriz         | 5:18    |
| 6. | „Striving for a Piece of Lucifer” | Fenriz | Nocturno Culto | 5:31    |
| 7. | „In Honour of Thy Name”           | Fenriz | Fenriz         | 6:27    |
|    |                                   |        |                | 38:47   |

## Twórcy
- Gylve "Fenriz" Nagell - perkusja
- Ted "Nocturno Culto" Skjellum - śpiew, gitara, gitara basowa
- Lrz - instrumenty klawiszowe